# Хайбер-Пахтунхва
Хайбе́р-Пахтунхва́ (пушту خېبر پښتونخوا [ˈxebaɾ paxtunˈxwɑ]; урду خیبر پختونخوا, вимовляється [ˈxɛːbəɾ pəxˈtuːnxʷɑː] ( прослухати); англ. Khyber Pakhtunkhwa), до квітня 2010 року Північно-західна прикордонна провінція (пушту شمال لویدیځ سرحدي ولایت; урду شمال مغربی سرحدی صوبہ; англ. North-West Frontier Province), відома також як Саргад (урду سرحد, англ. Sarhad) — найменша з чотирьох провінцій Пакистану. Основне населення — пуштуни, а також гіндко, в долинах Гіндукуша представлені дардські народи, найбільшим з яких є народ кхо.

## Назва
Нова назва провінції складається з двох частин:
- Хайбер — назва Хайберського проходу, найдавнішої дороги в Південну Азію з північного заходу.
- Пахтунхва — пушту پښتون‌خوا сх.-пушт. [paxtunχwɑː] «земля пуштунів».

## Межі
Межі провінції: Афганістан на північному заході, Північна провінція на північному сході, Азад Кашмір на сході, Зона племен на заході і півдні, Ісламабад на південному сході.
Основна мова — пушту. Провінційний адміністративний центр — Пешавар.

## Райони

Адміністративний поділ провінції Хайбер-Пахтунхва (зелений колір) і Федерально керованих племінних територій (синій колір)

| - Абботтабад - Банну - Баттаґрам - Бунер - Верхній Дір - Дера-Ісмаїл-Хан - Кала-Дака - Карак - Когат - Когістан - Лаккі-Марват - Малаканд - Маншегра | - Мардан - Наушера - Нижній Дір - Пешавар - Свабі - Сват - Танк - Ганґу - Гаріпур - Чарсадда - Читрал - Шангла |